# Ghiacciaio Robilliard
Il ghiacciaio Robilliard è un ghiacciaio lungo circa 33 km situato sulla costa di Oates, nella regione settentrionale della Terra di Oates, in Antartide. In particolare, il ghiacciaio, il cui punto più alto si trova a circa 1650 m s.l.m., fluisce verso nord-est partendo da una zona a sud del monte Simmonds, nella regione nord-orientale dei monti USARP, e scorrendo all'interno di una vallata fino a entrare nel ghiaccio pedemontano Kooperatsiya, a sud del monte Shields.

## Storia
Il ghiacciaio Robilliard è stato mappato per la prima volta dallo United States Geological Survey grazie a fotografie scattate dalla marina militare statunitense (USN) durante ricognizioni aeree e terrestri effettuate nel periodo 1960-62, e così battezzato dal Comitato consultivo dei nomi antartici in onore di Gordon Robilliard, biologo del Programma Antartico degli Stati Uniti d'America, di stanza alla stazione McMurdo nei periodi 1967-68 e 1968-69.